# Гиматомелановые кислоты
Гиматомелановые кислоты (ГМК) — группа гумусовых кислот, растворимых в этаноле. Выделяются из свежеосаждённой гуминовой кислоты раствором этилового спирта. В растворе имеют вишнёво-красный цвет. Впервые выделены и описаны немецким физиологом Гоппе-Зейлером (Hoppe-Seyler) в 1889 году. Большой вклад в изучение гиматомелановых кислот внесла Г. И. Глебова из МГУ им. М. В. Ломоносова.
Отличительной особенностью гиматомелановых кислот являются высокое атомное отношение Н:С (более единицы), высокая отрицательная степень окисленности, низкие коэффициенты экстинкции, высокая интенсивность полосы 1700—1720 см−1 в инфракрасных спектрах.